# Criteriul lui Abel
În analiza matematică, criteriul lui Abel este o modalitate de a verifica convergența seriilor infinite.
Poartă numele matematicianului Niels Henrik Abel.

## Pentru șiruri
Dacă seria:
{\displaystyle \sum _{n=1}^{\infty }b_{n}\!}
este convergentă și numerele {\displaystyle a_{n}\!} formează un șir monoton și mărginit, atunci seria:
{\displaystyle \sum _{n=1}^{\infty }a_{n}b_{n}\!}
este convergentă.

## Pentru serii de funcții
Seria:
{\displaystyle \sum _{n=1}^{\infty }a_{n}(x)b_{n}(x)\!}
este uniform convergentă pe o mulțime A dacă seria:
{\displaystyle \sum _{n=1}^{\infty }b_{n}(x)\!}
este convergentă uniform pe A și funcțiile {\displaystyle a_{n}(x),\;n=1,2,\cdots ,\!} formează un șir monoton care este mărginit pe A.

## Pentru integrale
Într-o manieră similară pentru integrale:
{\displaystyle \int _{a}^{\infty }a(n,x)b(n,x)dn,\!}
care depinde de un parametru {\displaystyle x\in A.\!}